# پاول هامل
پاول هامل (انگلیسی: Pavol Hammel؛ زادهٔ ۷ دسامبر ۱۹۴۸) خوانندگی، آهنگساز، گیتارنواز اهل کشور اسلواکی است. وی از سال ۱۹۶۵ میلادی تاکنون مشغول فعالیت بوده‌است.